# Anne Baxter

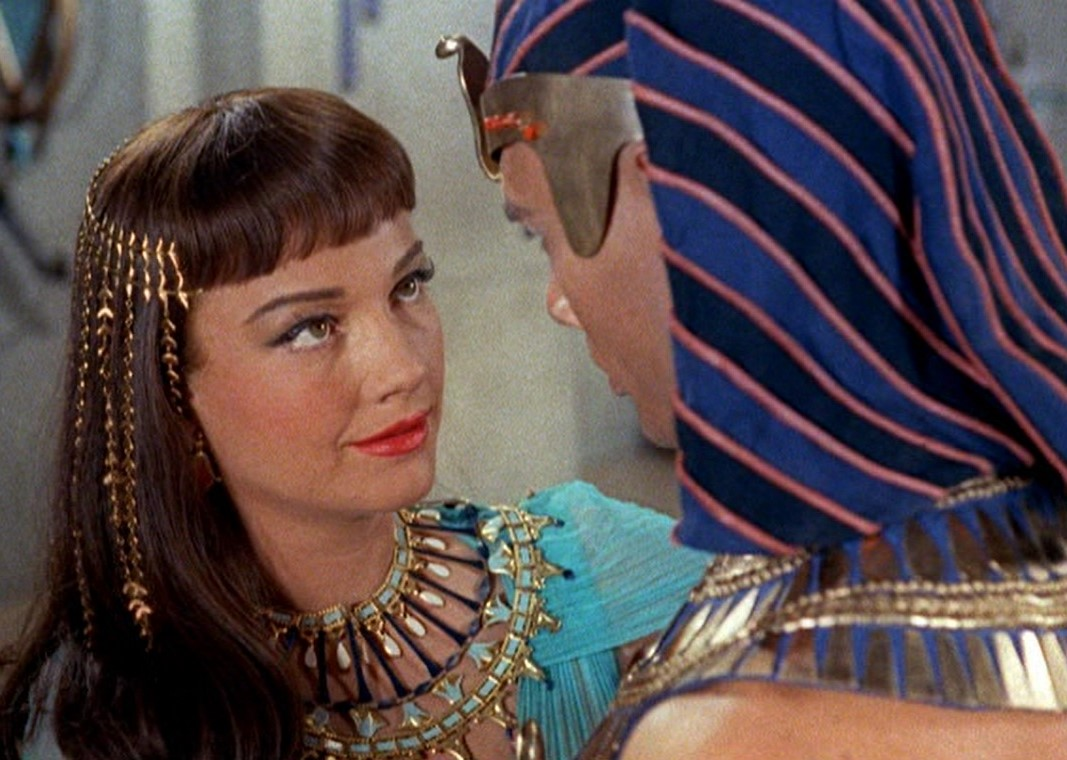
Anne Baxter med Yul Brynner i trailern till De tio budorden (1956).

Anne Baxter, född 7 maj 1923 i Michigan City i Indiana, död 12 december 1985 i New York i New York, var en amerikansk skådespelare.
Baxter var barnbarn till den kände arkitekten Frank Lloyd Wright. Hon studerade vid fina privatskolor och redan som elvaåring började hon studera för den ryska skådespelerskan Maria Ouspenskaya, som drev en berömd teaterskola i New York. Baxter gjorde Broadwaydebut, 13 år gammal, i Seen But Not Heard.
Anne Baxter filmdebuterade 1940. Baxter belönades 1946 med en Oscar för bästa kvinnliga biroll för sitt alkoholistporträtt i Den vassa eggen. År 1950 nominerades hon för en Oscar för sin roll som den ambitiösa, beräknande, karriärhungriga unga skådespelerskan i Allt om Eva.
År 1961 vände hon helt plötsligt Hollywood ryggen, när hon tillsammans med sin man i sitt andra äktenskap bosatte sig i en av de mest isolerade och primitiva trakterna av Australien och där drev en boskapsfarm. Paret skildes 1968 och hon berättade sedan om sina erfarenheter av detta liv i sin bok Intermission: A True Story, som fick beröm av litteraturkritiker.
År 1971 hade hon stor framgång på Broadway i pjäsen Applause som byggde just på en av hennes succéfilmer, Allt om Eva.
Under 1980-talet medverkade Baxter som hotellägare i den populära TV-serien Hotellet.

## Filmografi i urval
- 1940 – Den stora profilen
- 1940 – 20 Mule Team
- 1941 – Farligt område
- 1941 – Charley's Aunt
- 1942 – De magnifika Ambersons
- 1942 – Mannen med sälgpiporna
- 1943 – Vägen till Cairo
- 1943 – Överraskade i gryningen
- 1943 – Rivalerna
- 1944 – Gäst i huset
- 1944 – Sunday Dinner for a Soldier
- 1944 – De tappra Sullivans
- 1945 – Skandal vid hovet
- 1946 – En ängel vid min skuldra
- 1946 – Den vassa eggen
- 1947 – De flygande djävlarna
- 1948 – Desperados
- 1948 – Hemkomsten
- 1950 – Allt om Eva
- 1950 – Vilda takter i Tomahawk
- 1952 – Livets glada karusell
- 1953 – Jag bekänner
- 1953 – Blå gardenia
- 1955 – Natt på boulevarden
- 1956 – De tio budorden
- 1957 – Hett blod i vilda västern
- 1958 – Fällande bevis
- 1960 – Cimarron
- 1962 – Den heta vägen
- 1967 – Främling på flykt
- 1970 – Dödsritualen
- 1971 – Pengar eller livet
- 1973 – Columbo (TV-serie) - avsnittet Requiem for a Falling Star
- 1980 – Jane Austen in Manhattan
- 1981 – Öster om Eden (miniserie)
- 1984 – Dödens masker (TV-film)
- 1981–1985 – Kärlek ombord (TV-serie)
- 1983–1986 – Hotellet (TV-serie)